# Dorothy Wadham

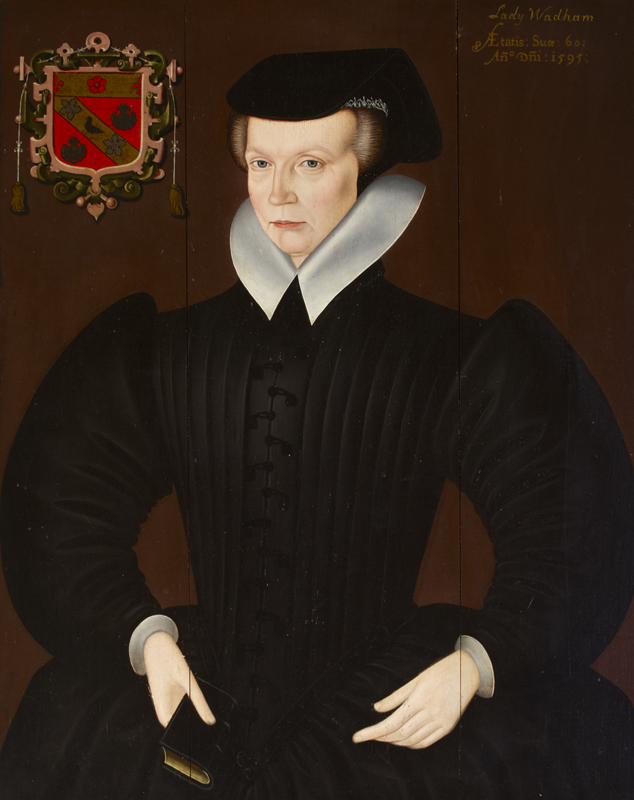
Dorothy Wadham, Gemälde von 1595

Dorothy Wadham (* 1534 oder 1535; † 16. Mai 1618 in Edge Barton bei Branscombe) war Mitgründerin des Wadham College der Universität Oxford.

## Herkunft und Jugend
Dorothy entstammte einer Familie der englischen Gentry und wurde als Dorothy Petre als zweites, doch ältestes überlebendes Kind von Sir William Petre (1505/06–1572) und seiner Frau Gertrude, einer Tochter von Sir John Tyrrell geboren. Ihre Mutter starb 1541, ihr Vater heiratete in zweiter Ehe Anne Browne, verwitwete Tyrrell, die auch Dorothy erzog. Ihr Vater wurde Rechtsanwalt im Dienst der Krone. Ab 1544 diente er als erster Sekretär von König Heinrich VIII., nach dessen Tod seinem Sohn Eduard VI. und schließlich bis 1557 von Königin Maria I. Dorothy wuchs vermutlich in Ingatestone Hall in Essex, dem Haus ihres Vaters, auf. Sie lernte Englisch schreiben und verstand Latein. Am 3. September 1555 heiratete sie in einer prächtigen Hochzeit in der Kirche St Botolph in Aldgate in London Sir Nicholas Wadham (1531/32–1609), einen Landadligen aus Somerset.

## Leben
Von ihrem Leben an der Seite ihres Ehemanns ist nur wenig bekannt. Sie lebte mit ihrem Mann auf dessen Familiengut Merryfield bei Ilton in Somerset, doch die Ehe blieb kinderlos. Vermutlich durch die Familie ihres Vaters beeinflusst, neigte sie zum Katholizismus. 1612 oder 1613 wurde sie, bereits verwitwet, verdächtigt, heimlich Katholikin zu sein. Deshalb wurden die in ihrem Haus befindlichen Waffen beschlagnahmt. 1615 wurde sie aufgrund eines 1593 erlassenen Gesetzes gegenüber Katholiken offiziell begnadigt. Weder in ihrem Testament oder in ihren Briefen an ihren Bruder John Petre finden sich jedoch Anzeichen, dass sie tatsächlich noch Katholikin geblieben war, daneben war sie mit Angehörigen der protestantischen Gentry und mit Geistlichen befreundet. Am 20. Oktober 1609 starb ihr Ehemann, und Dorothy bezog als Witwensitz Edge Manor bei Branscombe in Devon.

## Gründung von Wadham College
Nach dem Tod ihres Ehemanns war sein Erbe umstritten. Dorothy war seine Testamentsvollstreckerin, und sie verkündete, dass es der Wunsch ihres Mannes gewesen war, in Oxford ein College zu gründen. Seine Verwandten gingen bei der Erbschaft leer aus. Bereits Dorothys Vater hatte Exeter College in Oxford praktisch wiederbelebt, und es ist möglich, dass die Idee, ein eigenes College in Oxford zu gründen, von ihr stammte. Nach außen hin verkündete sie jedoch stets, mit der Gründung eines College einzig den Wunsch ihres verstorbenen Ehemanns zu erfüllen. Anderseits hatte Nicholas Wadham noch auf seinem Totenbett Sir John Davis beauftragt, sich mit Dorothy über die Umsetzung seiner Pläne zu beraten, und Davis überzeugte Wadham noch, dafür eine schriftliche Bestätigung zu unterzeichnen.

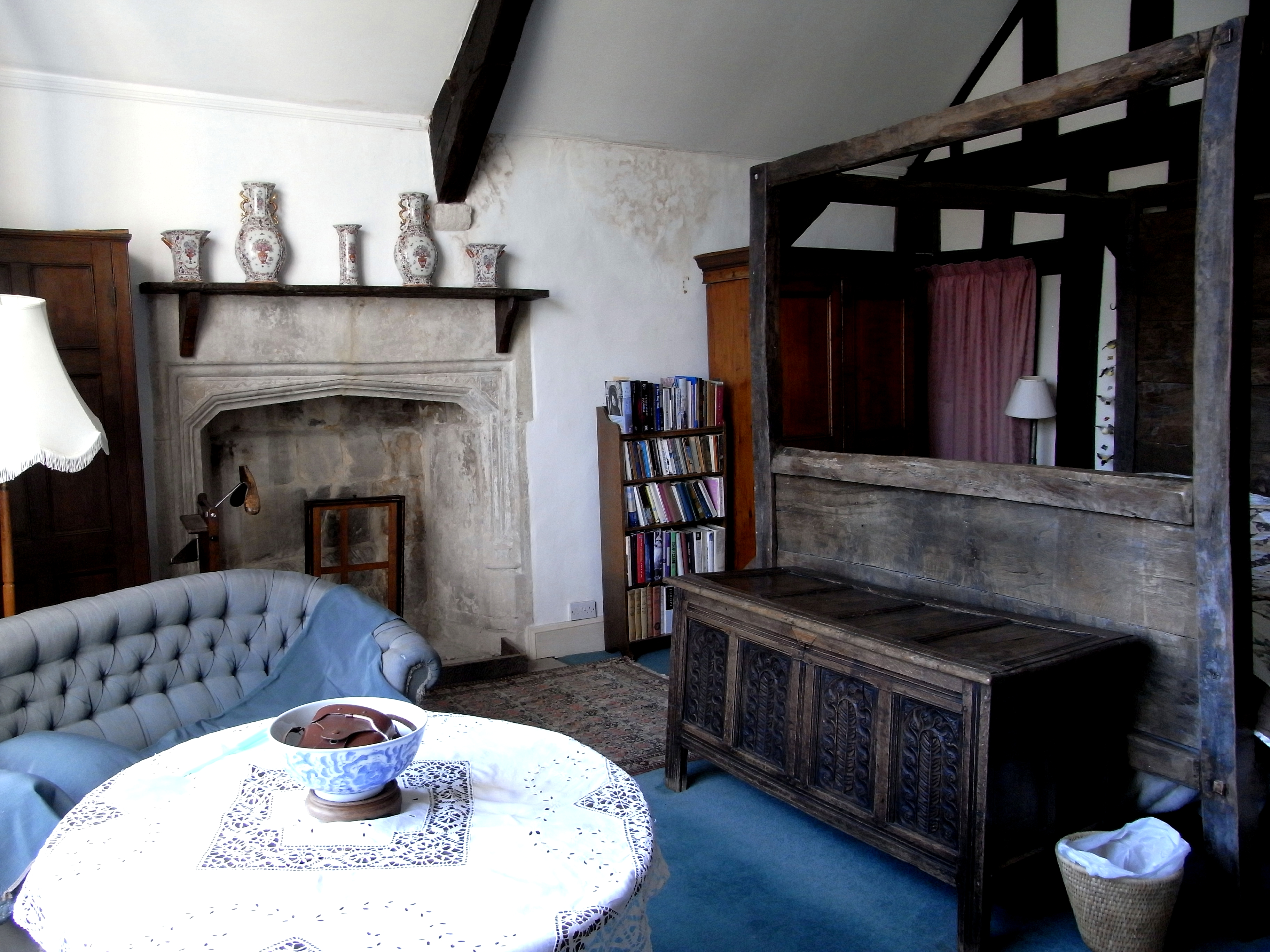
Dorothy Wadhams Schlafzimmer in ihrem Witwensitz Edge Barton

Da Davis jedoch als heimlicher Katholik galt und wegen seiner Beteiligung an der Verschwörung von Robert Devereux, 2. Earl of Essex verurteilt worden war, drohte die Umsetzung von Wadhams Plänen zu scheitern. Noch 1610 war eine offizielle Begnadigung von Davis durch das Parlament gescheitert, da er erneut die Sakramente der Church of England abgelehnt hatte. Dazu plante Davis vermutlich, die Stiftung von Wadham Gloucester Hall zukommen zu lassen, wo er selbst studiert hatte, während Wadham das Vermögen von Gloucester Hall mit für seine Neugründung nutzen wollte. Einen Monat nach dem Tod ihres Mannes wandte sich Dorothy an den Lord High Treasurer Robert Cecil, 1. Earl of Salisbury und verteidigte sich erbittert gegen die Vorwürfe von Davis, der sie beschuldigte, das Projekt ihres verstorbenen Mannes nicht fortführen zu wollen. Nachdem Verhandlungen mit dem Prinzipal von Gloucester Hall über eine Kooperation gescheitert waren, ließ Dorothy im Februar 1610 einen Bauplatz für das geplante neue College auswählen. Als Architekten wählte sie William Arnold. König Jakob I. bat den Stadtrat von Oxford, den Preis für das ausgewählte Grundstück zu senken, und im Juli 1610 wurde eine Stiftung gegründet, an der Davis nicht weiter beteiligt war. Dorothys inzwischen zum Baron erhobener Bruder John hatte durch seine Beziehungen zum König diese Unterstützung mit ermöglicht, doch Dorothy lehnte sein Angebot ab, die Verantwortung für die Gründung des College zu übernehmen. Am 20. Dezember 1610 erhielt das College einen Letters Patent, und 1612 genehmigte Dorothy die Satzung. Im gleichen Jahr begannen die Bauarbeiten, und im April 1613 wurde das College formell gegründet. Dorothy leitete die Gründung selbst und fügte aus ihrem eigenen Vermögen etwa £ 7200 für das College bei, ihr Mann hatte bereits £ 19.200 für das College gestiftet. Dorothy übernahm selbst die Auswahl des Warden, der Fellows, der Schüler und selbst des Kochs, bei der Verwaltung wurde sie von ihrem Vertrauten John Arnold unterstützt. Sie besuchte jedoch selbst nie ihre Gründung, ob dies an einer Krankheit oder einem Reiseverbot für heimliche Katholiken lag, ist unbekannt. Bis zu ihrem Tod kümmerte sie sich weiter um das College, das sie bis zuletzt ein Werk ihres Mannes nannte. Sie wurde neben ihrem Ehemann in der St Mary’s Church in Ilminster begraben.